# 阿氏鱂
阿氏鱂為輻鰭魚綱鯉齒目鯉齒亞目鯉齒鱂科的其中一種，原分布於中美洲墨西哥Nuevo Leon淡水流域，體長可達5公分，野外已無族群，可作為觀賞魚。目前正在尋找保育方法。

## 擴展閱讀
維基物種上的相關：阿氏鱂